# Polisportiva Brindisi Sport 1971-1972
Questa voce raccoglie le informazioni riguardanti la Polisportiva Brindisi Sport nelle competizioni ufficiali della stagione 1971-1972.

## Rosa
| N. |                   | Ruolo | Calciatore             |
| -- | ----------------- | ----- | ---------------------- |
|    | Italia (bandiera) | D     | Aldo Bellan            |
|    | Italia (bandiera) | D     | Mario Brugnerotto      |
|    | Italia (bandiera) | D     | Mario Cantarelli       |
|    | Italia (bandiera) | C     | Franco Castelletti     |
|    | Italia (bandiera) | A     | Gianni Comini          |
|    | Italia (bandiera) | C     | Bernardino Cremaschi   |
|    | Italia (bandiera) | P     | Giorgio De Rossi       |
|    | Italia (bandiera) | A     | Giovanni Carlo Ferrari |
|    | Italia (bandiera) | D     | Flavio Fiorini         |

| N. |                   | Ruolo | Calciatore         |
| -- | ----------------- | ----- | ------------------ |
|    | Italia (bandiera) | C     | Diego Giannattasio |
|    | Italia (bandiera) | A     | Giorgio Girol      |
|    | Italia (bandiera) | D     | Antonio La Palma   |
|    | Italia (bandiera) | C     | Paolo Lombardo     |
|    | Italia (bandiera) | P     | Giuseppe Maschi    |
|    | Italia (bandiera) | C     | Michele Mazzei     |
|    | Italia (bandiera) | A     | Antonio Renna      |
|    | Italia (bandiera) | D     | Aldo Sensibile     |
|    | Italia (bandiera) | A     | Mario Tomy         |